# 政和 (年号)
政和（1111年—1118年十月）是宋徽宗赵佶的第四個年号。北宋使用这个年号共8年。

## 年號含義
取自《尚书》“庶政惟和，万国咸宁”，意即“为政者如奉行和谐統治，那天下都將平安无事”。

## 改元
- 大觀四年——十一月三日，有詔明年改元政和。[2][3]
- 政和八年——十一月一日，有詔改元重和。[4][5]

## 紀年對照表
| 政和 | 元年   | 二年   | 三年   | 四年   | 五年   | 六年   | 七年   | 八年   |
| ---- | ------ | ------ | ------ | ------ | ------ | ------ | ------ | ------ |
| 公元 | 1111年 | 1112年 | 1113年 | 1114年 | 1115年 | 1116年 | 1117年 | 1118年 |
| 干支 | 辛卯   | 壬辰   | 癸巳   | 甲午   | 乙未   | 丙申   | 丁酉   | 戊戌   |

## 同期存在的其他政权年号
- 中國
  - 天慶（1111年－1120年）：遼—遼天祚帝耶律延禧之年號
  - 隆基（1116年）：遼時期—渤海高永昌之年號
  - 收國（1115年－1116年）：金—金太祖完顏阿骨打之年號
  - 天輔（1117年－1123年）：金—金太祖完顏阿骨打之年號
  - 貞觀（1101年－1113年）：西夏—夏崇宗李乾順之年號
  - 雍寧（1114年－1118年）：西夏—夏崇宗李乾順之年號
  - 文治（1110年－1121年）：大理—段正嚴之年號
- 越南
  - 會祥大慶（1110年－1119年）：李朝—李乾德之年號
- 日本
  - 天永（1110年－1113年）：鳥羽天皇之年号
  - 永久（1113年－1118年）：鳥羽天皇之年号
  - 元永（1118年－1120年）：鳥羽天皇之年号

## 深入閱讀
- 李崇智. . 北京: 中華書局. 2004年12月. ISBN 7101025129.
- 鄧洪波. . 臺北: 國立臺灣大學東亞經典與文化研究計劃. 2005年3月  [2021-11-19]. ISBN 9789860005189. （原始内容 (pdf)存档于2007-08-25）.

| 前一年號： 大观 | 北宋年号 | 下一年號： 重和 |